# Černilovská tabule
Černilovská tabule je geomorfologický okrsek v severozápadní části Třebechovické tabule, ležící v okresech Hradec Králové a Rychnov nad Kněžnou v Královéhradeckém kraji.

## Poloha a sídla

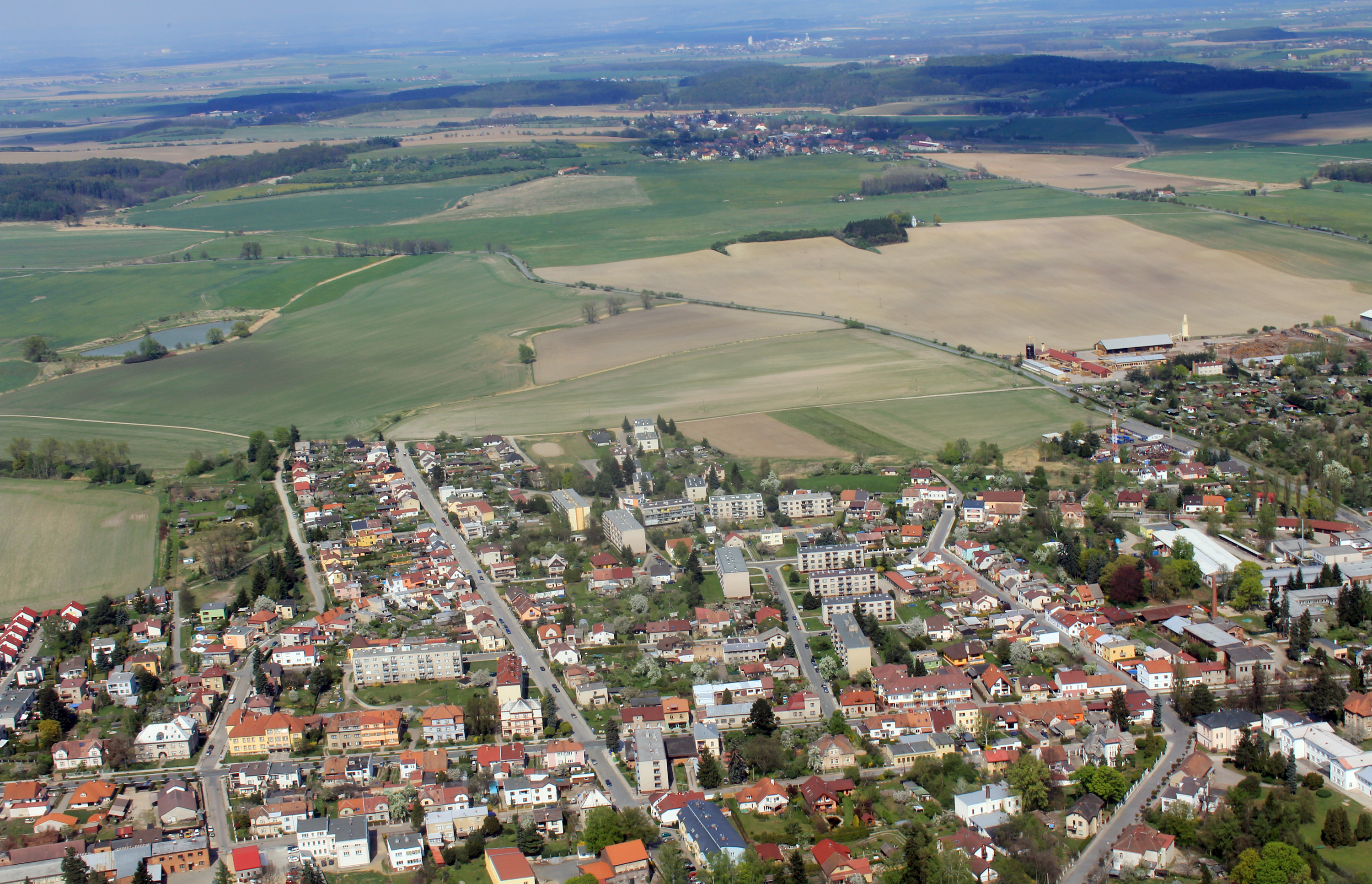
Město Třebechovice pod Orebem, v dáli návrší Vysoký Újezd

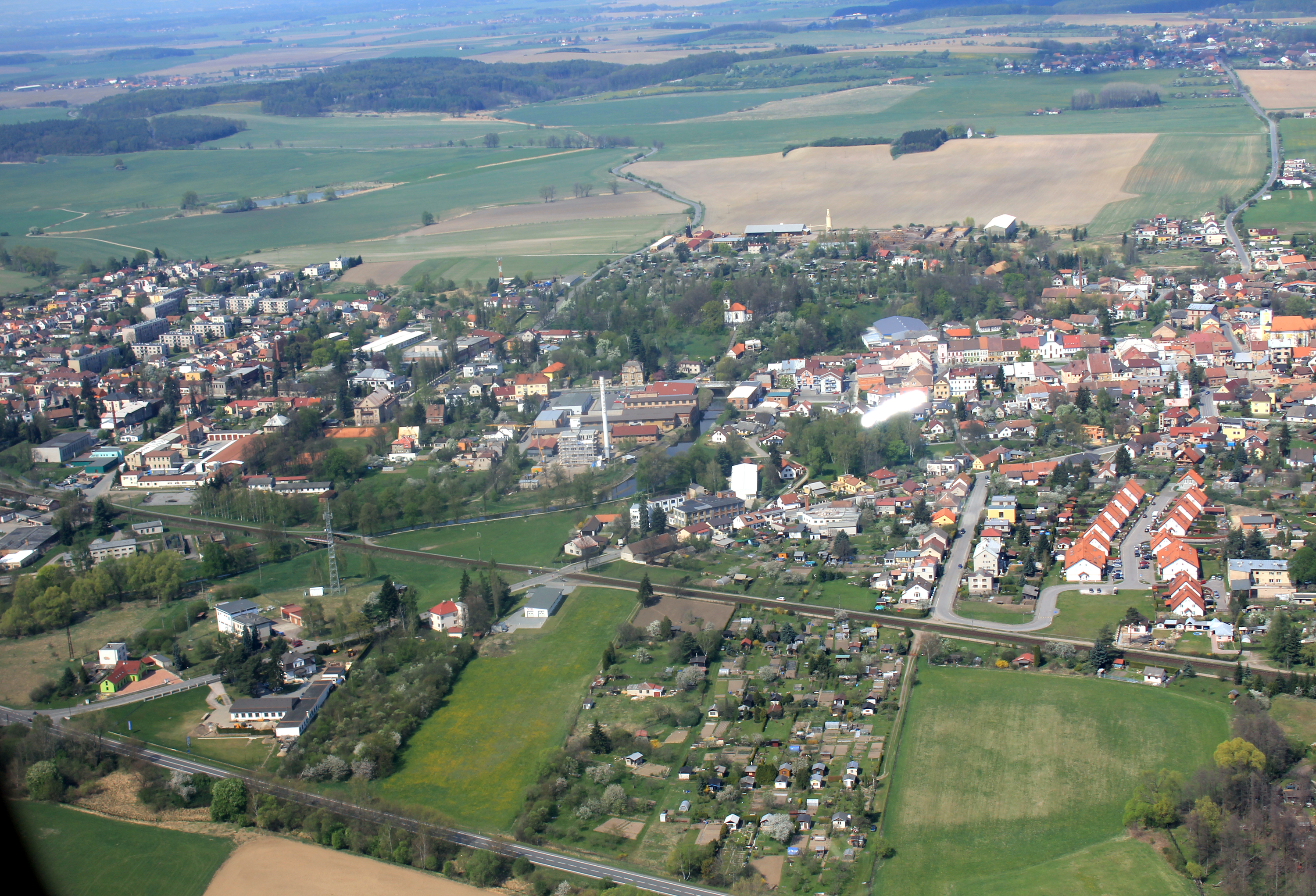
Město Třebechovice pod Orebem, v dáli návrší Turek

Území okrsku se nachází zhruba mezi sídly Předměřice nad Labem (na západě), Lejšovka a Králova Lhota (na severu), Opočno (na severovýchodě), Přepychy (na východě), Třebechovice pod Orebem (na jihu) a Hradec Králové (na jihozápadě). Uvnitř okrsku leží titulní obec Černilov, větší obec Libřice a částečně krajské město Hradec Králové.

## Geomorfologické členění
Okrsek Černilovská tabule (dle značení Jaromíra Demka VIC–2B–4) geomorfologicky náleží do celku Orlická tabule a podcelku Třebechovická tabule.
Dále se již nečlení.
Tabule sousedí s dalšími okrsky Orlické tabule: Českomeziříčská kotlina a Rychnovský úval na severovýchodě, Opočenský hřbet a Bědovická plošina na jihovýchodě, Orlické nivy na jihu, Bohuslavická tabule na severu. Dále sousedí s celkem Východolabská tabule na západě.

## Významné vrcholy
Nejvyšším bodem Černilovské tabule je Vysoký Újezd (321 m n. m.).
| název vrcholu  | výška (m n. m.) | podřazená jednotka |
| -------------- | --------------- | ------------------ |
| Vysoký Újezd   | 321             | -                  |
| Lohová         | 311             | -                  |
| Turek          | 309             | -                  |
| Hřiby          | 294             | -                  |
| Spáleník       | 285             | -                  |
| Horka          | 281             | -                  |
| Čičinská       | 281             | -                  |
| Vodětín        | 278             | -                  |
| Tranecký kopec | 274             | -                  |